# Ein Mann besiegt die Angst
Ein Mann besiegt die Angst ist ein US-amerikanischer Schwarzweißfilm aus dem Jahr 1956 mit John Cassavetes und Sidney Poitier in den Hauptrollen. In den USA kam der Film am 29. Januar 1957 in die Kinos, in Deutschland am 2. August desselben Jahres.

## Handlung
Der gesuchte Deserteur Axel Nordmann nimmt unter falschem Namen einen Job im Hafen von New York an, wo ein zwielichtiger Vorarbeiter, der um die Vergangenheit des Fahnenflüchtigen weiß, sich für sein Schweigen teuer bezahlen lässt. Durch die Freundschaft zu dem schwarzen Kollegen Tommy Tyler, der ihn gegen den Vorarbeiter in Schutz nimmt und dabei sein Leben lassen muss, lernt der Deserteur Nordmann, sich seinem Schicksal zu stellen. Dabei wächst er über sich hinaus.

## Kritik
Das Lexikon des internationalen Films sah „keine sozialkritische Auseinandersetzung, sondern ein Freundschaftsdrama, das in seiner Absage an den Rassenhaß noch am ehesten überzeugt.“

## Drehorte
Das Sozialdrama wurde in den New Yorker Stadtteilen Harlem und West Side (Manhattan) gedreht.

## Trivia
- Die Handlung des Films wurde bereits am 2. Oktober 1955 unter der Regie von Robert Mulligan in einer Folge der TV-Serie The Philco Television Playhouse verwendet. Schon damals spielte Sidney Poitier die Rolle des Tommy Tyler.[3]
- In der TV-Serie American Masters (Staffel 14, Folge 5 aus dem Jahr 2000) sind Ausschnitte des Films enthalten.
- Der US-amerikanische Film Afro Promo aus dem Jahr 1997 enthält Originalszenen aus Ein Mann besiegt die Angst.[4]
- 2023 wurde der Film in das National Film Registry aufgenommen.